# Zegarowa (Rzędkowice)

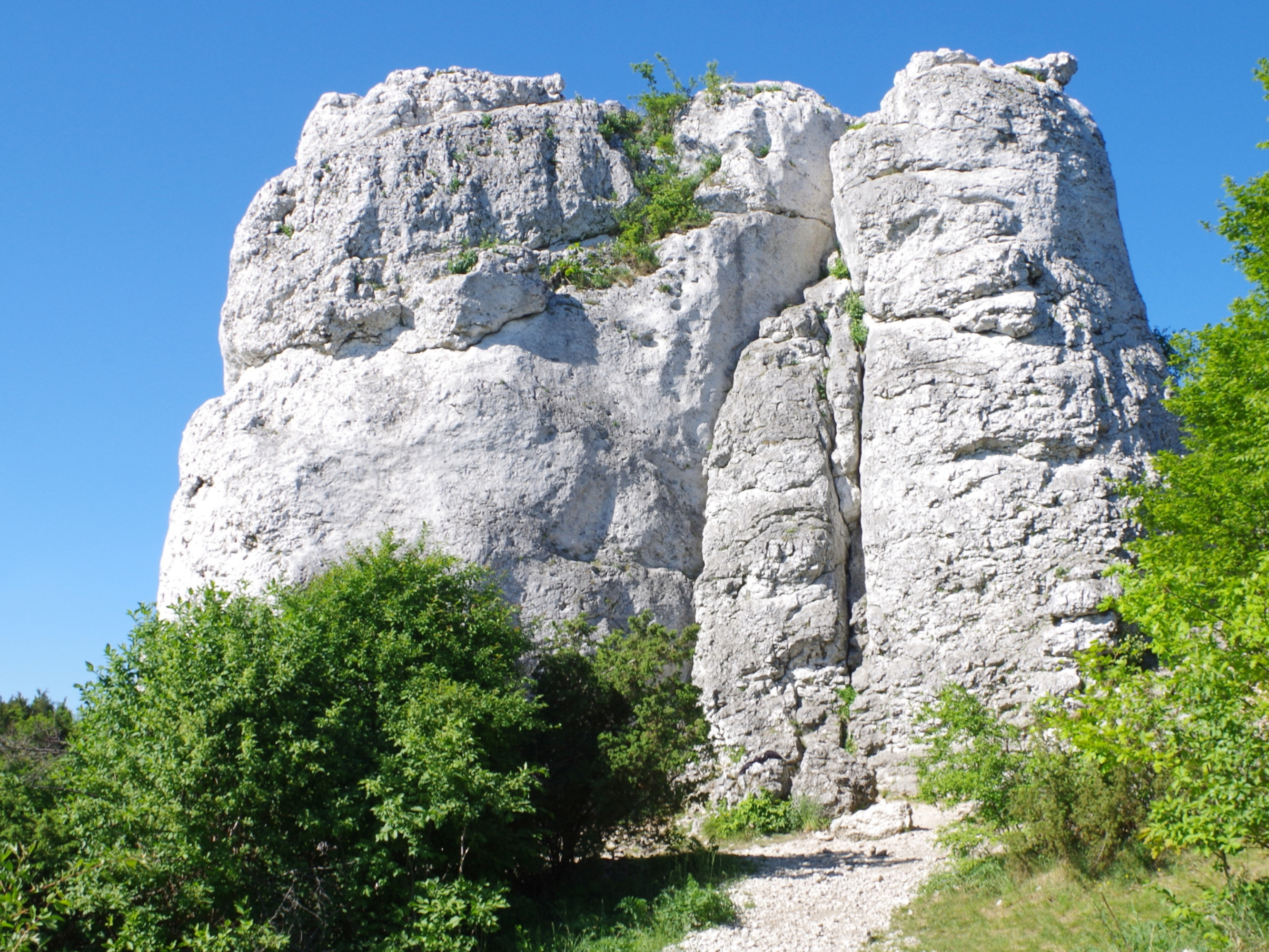
Zegarowa od południowego wschodu

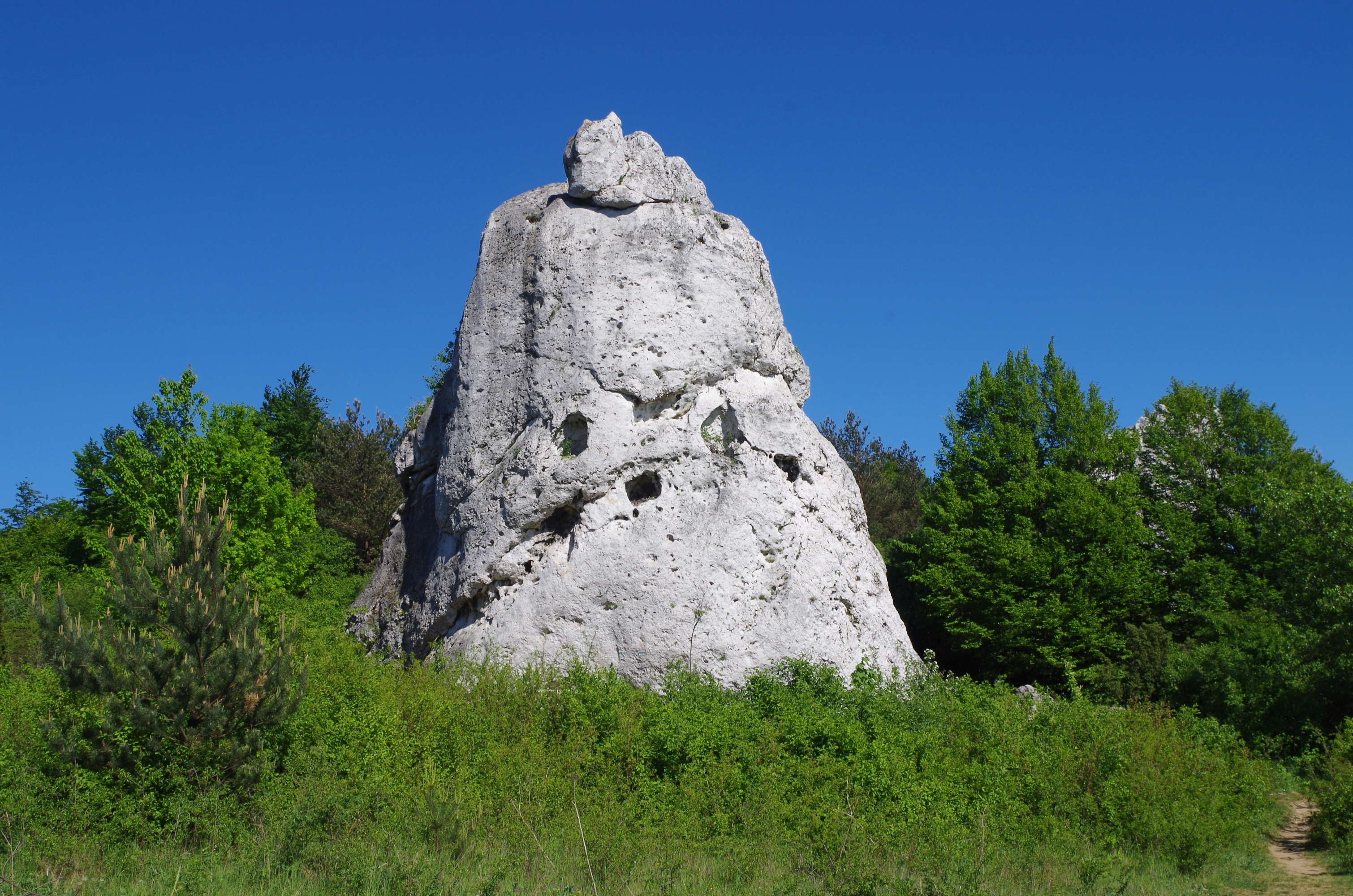
Zegarowa od południowego zachodu

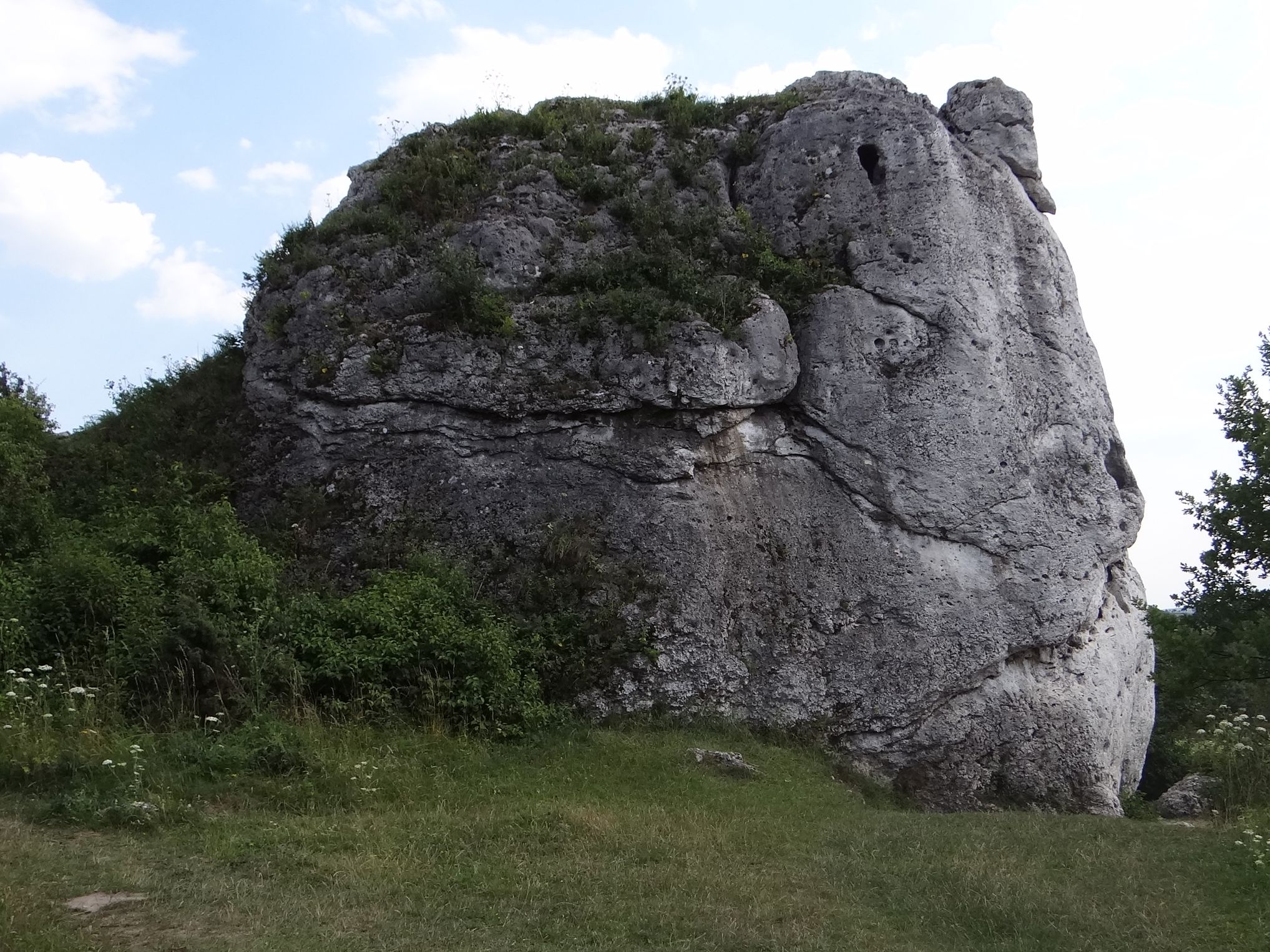
Zegarowa od północnego zachodu

Zegarowa – skała na Wyżynie Częstochowskiej w miejscowości Rzędkowice w województwie śląskim, w powiecie zawierciańskim, w gminie Włodowice. Jest jedną ze Skał Rzędkowickich. Jest to samotna skała znajdująca się na otwartym terenie między Turnią Szefa i Studniskiem.
Zbudowana jest z wapieni i ma wysokość 12 m. Przez wspinaczy skalnych zaliczana jest do sektora Zegarowej jako Zegarowa I, Zegarowa II i Zegarowa III. Poprowadzili w niej 19 dróg wspinaczkowych o trudności III – VI+ w skali Kurtyki.
Istnieje jeszcze inna skała o nazwie Zegarowa. Znajduje się w grupie Zegarowych Skał koło Smolenia.

## Wspinaczka skalna
Na Zegarowej uprawiana jest wspinaczka skalna. Skały są pionowe lub przewieszone, mają wysokość do 14 m i znajdują się w pełnym słońcu. Wraz z wariantami jest 20 dróg wspinaczkowych o trudności od III do VI+ w skali Kurtyki. Na większości dróg zamontowano stałe punkty asekuracyjne: ringi (r) i stanowiska zjazdowe (st). Wśród wspinaczy Zegarowa jest bardzo popularna.
Zegarowa I
1. Bez nazwy; IV, 12 m
2. Kucyk pędziwiatr; 4r + st, V+, 12 m
3. Mała rzecz a cieszy; 4r + st, VI, 12 m
4. Entliczek pętliczek; 3r + st, V
5. Przez zegar; 5r + st, VI
6. Poślizg kontrolowany; 5r + st, VI.1+

Zegarowa II
1. Rećko; 1r, IV,
2. Pedały w skały; 5r + st, V, 12 m
3. Przez lustro; 4r + st, VI+, 12 m
4. Zadziorny Fiodor; 5r + drz, VI+, 12 m
5. Wędka Czoka; 5r + drz, VI, 12 m
6. Ucieczka; 5r + drz, VI
7. Lewa rysa; III
8. Filarek; III
9. Prawa rysa; III

Zegarowa III
1. Gumofilce i buraki; 5r + st, IV+, 12 m
2. Połupany filarek; 5r + st, III
3. Łagodny Wasyl; 5r + st, IV, 12 m
4. Ostatnia; 4r + st, V+
5. Szymon Kiedzik; 5r + drz III, 11 m[4].